# چلوشچین (شهرستان گوستنگ)
چلوشچین (به لهستانی:  Czeluścin) یک روستا در لهستان است که در گمینا پنپووو واقع شده‌است. چلوشچین ۲۵۶ نفر جمعیت دارد.